# Dinky Toys

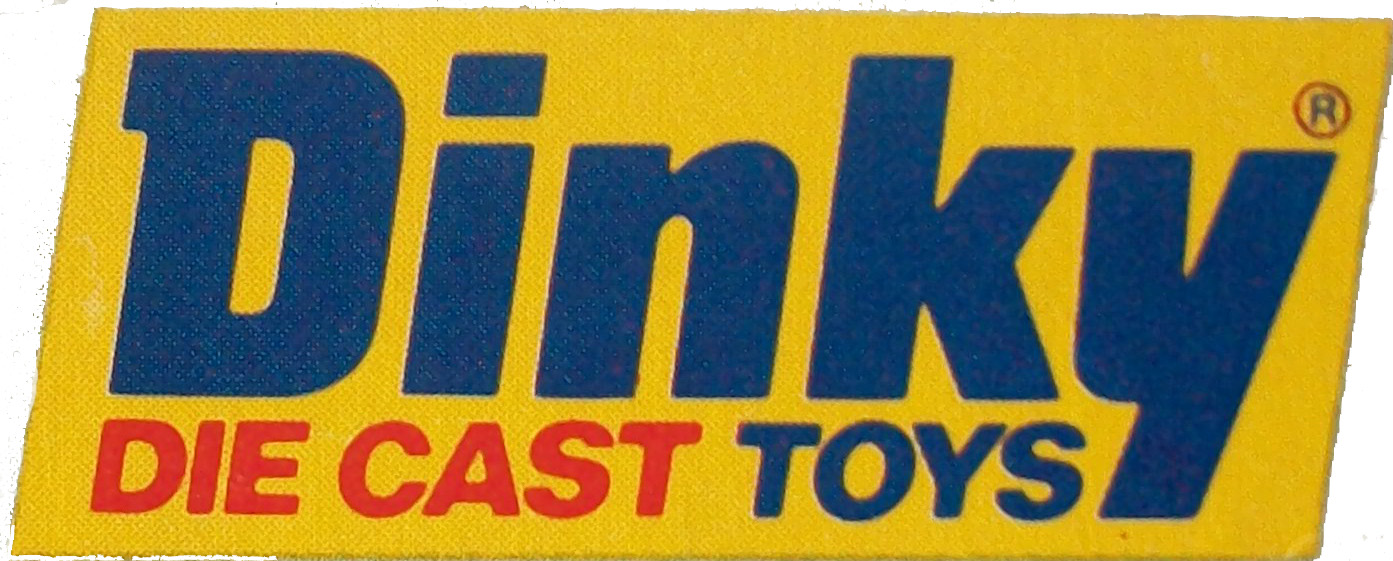
Logo del marchio Dinky Toys

Dinky Toys è un marchio di giocattoli britannico, fondato a Liverpool, in Inghilterra, nel 1934. Specializzato nella realizzazione di veicoli, aerei, navi e astronavi in miniature in pressofusione, il marchio era originalmente di proprietà della Meccano, alla sua chiusura, nel 1979, è passato alla Matchbox e, dal 1997, alla Mattel.

## Storia
Nel 1901 Frank Hornby inventò e brevettò il gioco di costruzione denominato Meccano, prodotto dall'omonima azienda, che dal 1920, con il marchio Hornby, realizzò prima trenini giocattolo poi trenini elettrici.
Nei primi anni Trenta furono fabbricati, inizialmente come accessori per i plastici ferroviarii, modellini di automobili, chiamati. nel 1934, Dinky Toys . In seguito furono prodotti anche modellini di autocarri, navi e aerei. La scala 1/43 fu adottata a partire dal 1951.
Negli anni cinquanta i Dinky, anche grazie alla concorrenza dei rivali Corgi Toys, nati nel 1956, elevarono il loro standard qualitativo. Successivamente, a causa della concorrenza internazionale e all'evolversi delle mode, l'azienda entrò in crisi, e nel 1979 la casa madre britannica chiuse i battenti. Il marchio Dinky Toys fu acquistato in seguito prima dalla Matchbox, poi dalla Mattel.